# 新喀里多尼亞地理

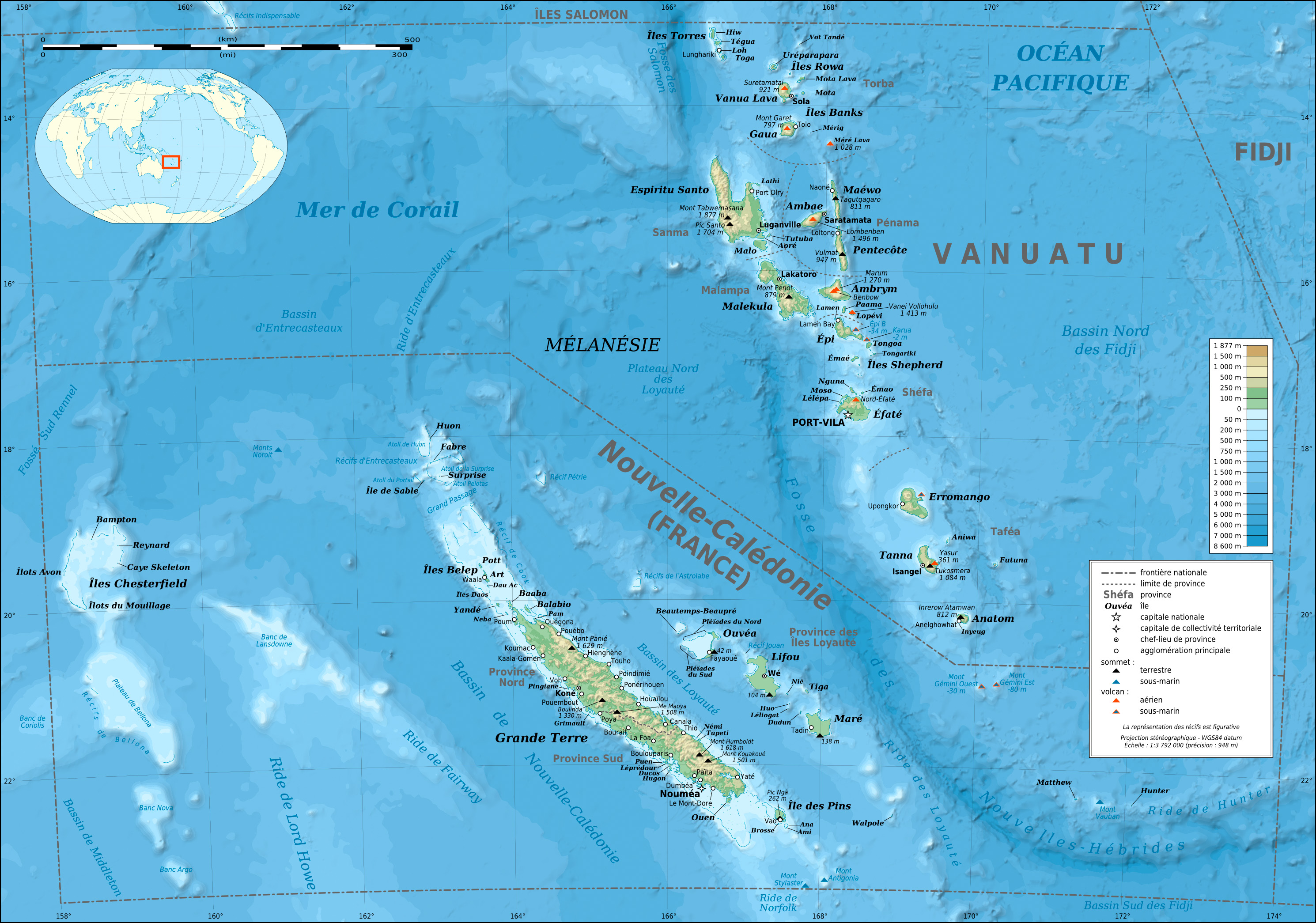
新喀里多尼亞和瓦努阿圖的地形圖

新喀里多尼亞是法國的一個海外集體，屬於美拉尼西亞。新喀里多尼亞位於澳大利亞東側、紐西蘭北側、赤道南側、斐濟和瓦努阿圖西側。新喀里多尼亞的陸地面積約是台灣的一半，有18,575.5平方（7,172.0平方英里），海岸線長2,254 km（1,401 mi）。

## 外部連結
- Croixdusud.info 的存檔，存档日期2011-09-28. a site in both English and French including information on the geography, geology, and biodiversity of the area